# Mytilina trigona
Mytilina trigona är en hjuldjursart som först beskrevs av Gosse 1851.  Mytilina trigona ingår i släktet Mytilina och familjen Mytilinidae. Inga underarter finns listade i Catalogue of Life.